# Road of Resistance
"Road of Resistance", intitulada pelos fãs e mídia como "THE ONE" antes do anúncio oficial de seu título, é um single digital lançado pelo grupo japonês de kawaii metal Babymetal. O single foi lançado mundialmente em 1 de fevereiro de 2015 via iTunes Store, RecoChoku e outras lojas de música online. "Road of Resistance" é uma colaboração entre Babymetal, Sam Totman e Herman Li, integrantes da banda britânica DragonForce, como guitarristas convidados.

## Antecedentes e lançamento
Em novembro de 2014, durante um concerto para a turnê Babymetal Back to the USA / UK Tour 2014 na O2 Academy Brixton, Londres, Babymetal estreou a canção ao vivo. Mais tarde, veio a ser anunciado que "Road of Resistance" era uma colaboração entre Babymetal, Sam Totman e Herman Li, guitarristas da banda britânica de power metal DragonForce. Em 5 de janeiro de 2015, um trailer da canção foi publicado no canal oficial do grupo no YouTube, com cenas da turnê mundial realizada por Babymetal em 2014. Em 7 de janeiro foi lançado seu primeiro álbum ao vivo, Live at Budokan ~Red Night~, onde "Road of Resistance" foi incluída como faixa bônus na edição limitada em sua versão física e digital, disponível via cartão de download. Mais tarde, em 1 de fevereiro, a canção foi oficialmente lançada como single, somente em formato digital. Em seu perfil no Twitter, Herman Li revelou que ele e seu parceiro de banda Sam Totman começaram a trabalhar nas guitarras da canção em 2013. Em 6 de maio de 2015 foi publicada uma versão completa de seu vídeo musical ao vivo, dirigido por Ryosuke Machida, com a filmagem de sua performance durante a apresentação do grupo na Saitama Super Arena, no concerto Legend "2015" ~Shinshun Kitsune Matsuri~, para um público de 20 000 pessoas. Ainda em 2015, seu álbum de estreia, autointitulado (2014) foi relançado fisicamente em vários países da Europa, além dos Estados Unidos, e "Road of Resistance" foi incluída como faixa bônus.

## Composição
"Road of Resistance" é uma canção de speed metal melódico e metal sinfônico. "Road of Resistance" fala sobre como Babymetal fez seu próprio caminho e se abriu para o mundo em 2014. A canção contém uma seção onde os fãs cantam em um "largo coro emocional".

## Faixas
Informações de letristas e musicistas retiradas do banco de dados online japonês JASRAC.
| N.º | Título                                                                        | Letras                                  | Música                        | Duração |  |
| 1.  | "Road of Resistance" (Participação de Sam Totman e Herman Li, de DragonForce) | Kitsune of Metal God Mk-metal KxBxmetal | Mish-Mosh Norimetal Kyt-metal | 5:19    |  |

## Desempenho nas paradas musicais
| Parada (2015)                                  | Melhor posição |
| ---------------------------------------------- | -------------- |
| Estados Unidos (Billboard World Digital Songs) | 22             |

## Histórico de lançamento
| Região | Data de lançamento     | Formato          | Gravadora |
| ------ | ---------------------- | ---------------- | --------- |
| Japão  | 1 de fevereiro de 2015 | Download digital | BMD Fox   |

## Pessoal

### Babymetal
- Su-metal – Vocal, Dança
- Yuimetal – Screams, Dança
- Moametal – Screams, Dança

### Créditos
- Sam Totman – Guitarra
- Herman Li – Guitarra
- Ettore Rigotti (Disarmonia Mundi) – Mixagem e masterização[37]
- The Metal House – Estúdio de masterização[37]